# Gérard Streiff (cascadeur)
Pour l’article homonyme, voir Gérard Streiff.
Gérard Streiff (1944-2018) est un pilote et cascadeur français. Il est notamment connu pour avoir réalisé les cascades de nombreux films français, dont Le Magnifique, La Grande Vadrouille, et Les Choses de la vie. Il a tourné des scènes de cascade pour Costa-Gavras, Georges Lautner, Claude Lelouch, Philippe de Broca, et figure au générique de 145 films.

## Biographie
Gérard Streiff est pilote, et à 20 ans il rencontre le cascadeur Gil Delamare, qui l'intègre dans son équipe en même temps que Rémy Julienne. Il devient cascadeur voiture, moto et aéronautique, et s'illustre en particulier dans La Grande Vadrouille de Gérard Oury.
La scène de l'accident dans Les Choses de la vie qu'il a coordonnée et réalisée a pris six mois de préparation, dix jours de tournage et près de trois mois de montage.
Il est également spécialiste des scènes aériennes.
Il était président des usagers de l'aérodrome du Plessis-Belleville. Il meurt en 2018.
Au cours de sa carrière, il travaille fréquemment avec certains acteurs et cascadeurs, parmi lesquels Claude Carliez, François Nadal, Gil Delamare, Rémy Julienne ou encore François Doge.

## Filmographie
- 1965 : Fantômas se déchaîne  de André Hunebelle
- 1966 : La Grande Vadrouille de Gérard Oury
- 1966 : Ne nous fâchons pas de Georges Lautner
- 1966 : Le grand restaurant de Jacques Besnard
- 1967 : Fantomas contre Scotland Yard de André Hunebelle
- 1967 : Le canard en fer blanc de Jacques Poitrenaud
- 1967 : Fleur d’oseille de Georges Lautner
- 1967 : Week-end de Jean-Luc Godard
- 1967 : Belle de jour de Luis Buñuel
- 1967 : Au diable les anges (Operazione San Pietro) de Lucio Fulci
- 1968 : Sous le signe de Monte-Cristo de André Hunebelle
- 1968 : Barbarella de Roger Vadim
- 1968 : Mort sur la route de Henri Polage
- 1968 : Histoires extraordinaires de Roger Vadim, Louis Malle et Federico Felini
- 1969 : Traquenards de Jean-François Davy
- 1969 : L’armée des ombres de Jean-Pierre Melville
- 1969 : Erotissimo de Gérard Pirès
- 1969 : Le Cerveau de Gérard Oury
- 1969 : L’or se barre de Peter Collinson
- 1969 : L'invitée de Vittorio De Seta
- 1970 : Les Choses de la vie de Claude Sautet (cascades, et rôle du motard de la gendarmerie)
- 1970 : Le mur de l’Atlantique de Marcel Camus
- 1971 : La poudre d’escampette de Philippe de Broca
- 1971 : Come together de Tony Anthony
- 1972 : L'aventure c'est l'aventure de Claude Lelouch
- 1973 : Le complot de René Gainville
- 1973 : Mais où est donc passée la septième compagnie? de Robert Lamoureux
- 1973 : Le Magnifique de Philippe de Broca
- 1973 : Le train de Pierre Granier-Deferre
- 1973 : Traitement de choc de Alain Jessua
- 1973 : Themroc de Claude Faraldo
- 1973 : L’héritier de Philippe Labro
- 1973 : Une Journée bien remplie de Jean-Louis Trintignant
- 1973 : Arsène Lupin, l'homme au chapeau noir de Jean-Pierre Desagnat
- 1974 : Comment réussir quand on est con et pleurnichard de Michel Audiard
- 1974 : Stavisky de Alain Resnais
- 1974 : Les faucheurs de marguerites de Marcel Camus
- 1974 : Antoine et Sébastien de Jean-Marie Périer
- 1974 : Le Führer en folie de Philippe Clair
- 1974 : Le secret de Robert Enrico
- 1975 : Pantaleón y las visitadoras de José Sacristán